# Guy Delisle
Guy Delisle (Québec, 19 gennaio 1966) è un fumettista e animatore canadese.

## Biografia
Dopo aver studiato al Sheridan College di Toronto ha lavorato in vari studi di animazione in Canada, Francia, Germania, Cina e Corea del Nord, tra cui il CinéGroupe di Montréal.
Le esperienze di lavoro di Delisle in Asia sono raccontate in tre graphic novel, ovvero Shenzhen (2001), Pyongyang (2003) e Cronache Birmane (2007) da lui scritti e disegnati, considerate le sue opere più importanti. Nel 2012 il suo Cronache di Gerusalemme vince il Fauve d'or al Festival international de la bande dessinée d'Angoulême come miglior opera.

## Opere
- Réflexion, L'Association (1996)
- Aline et les autres, L'Association (1999)
- Shenzhen, L'Association (2000), Drawn & Quarterly (2006), Reprodukt (2006); edizione italiana Fusi orari (2007)
- Albert et les autres, L'Association (2001)
- Comment ne rien faire, Pastèque (2002)
- Pyongyang, L'Association (2003),  Drawn & Quarterly (2005); edizioni italiane Fusi orari (2006), Rizzoli Lizard (2013)
- Inspecteur Moroni 1: Premiers pas Dargaud (2001)
- Inspecteur Moroni 2: Avec ou sans sucre Dargaud (2002)
- Inspecteur Moroni 3: Le Syndrome de Stockholm, Dargaud (2004)
- Luigi va a sciare (Louis au ski), Delcourt (2005), Reprodukt (2007); edizione italiana ReNoir (2010)
- Cronache Birmane (Chroniques birmanes), Delcourt (2007); edizioni italiane Fusi orari (2008), Rizzoli Lizard (2013)
- Luigi va in spiaggia (Louis à la plage), Delcourt (2008); edizione italiana ReNoir (2009)
- Cronache di Gerusalemme (Chroniques de Jérusalem), Delcourt (2011); edizione italiana Rizzoli Lizard (2012)
- Diario del cattivo papà (Le guide du Mauvais Père), Delcourt (2013); edizione italiana Rizzoli Lizard (2013)
- Fuggire (S'enfuir, récit d'un otage), Dargaud (2016); edizione italiana Rizzoli Lizard (2017)
- Cronache di gioventù (Chroniques de Jeunesse), Delcourt (2021); edizione italiana Rizzoli Lizard (2022)